# Эфлятун Джем Гюней
Эфлятун Джем Гюней (1896, Хекимхан, Малатья — 2 января 1981, Стамбул) — турецкий писатель. Автор рассказов и сказок. Собиратель турецкого фольклора.

## Биография
После окончания школы Сивас Султани Эфлатун Джем Гюней был назначен учителем турецкого языка в школе для сирот в Конье. В 1918—1961 работал в области народного образования во многих частях Анатолии, занимался журналистикой.

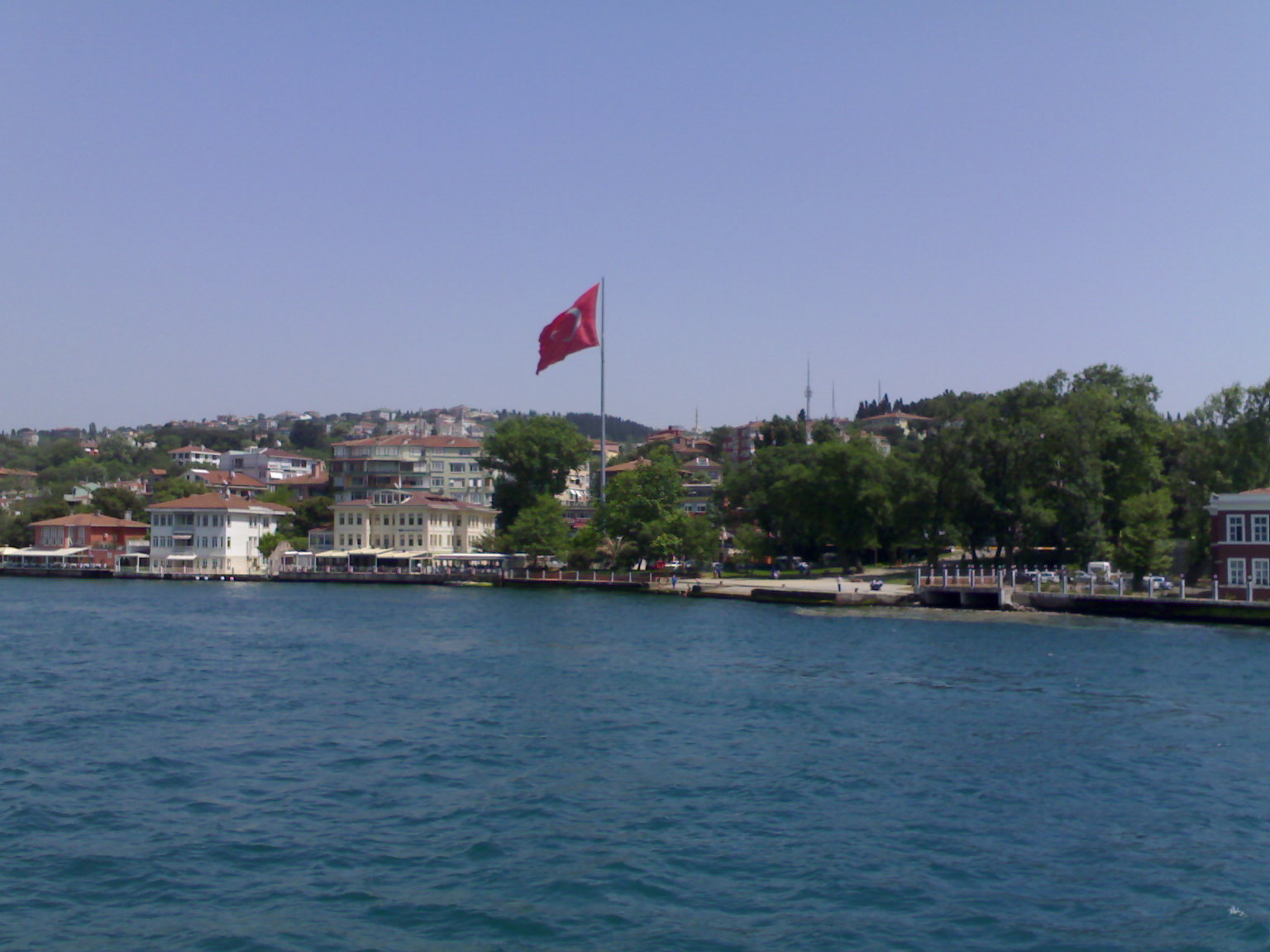
Анатолийский берег (Турция)

Работая в газете Öğüd, информационном органе Kuvâ-yi Milliye (Национальные силы), он также издавал журнал İrşat. Он работал во многих художественных журналах в различных регионах Анатолии.
В 1940-х годах начал собирать турецкий фольклор. В 1948 году вышло 1-е издание «Лучших турецких сказок», затем увидели свет «Народные песни» (т. 1-2, 1953), Анекдоты о Ходже Насреддине (1957).
Эфлятун Джем Гюней, один из ведущих авторов турецкой детской литературы, пересказал множество сказок на современном турецком языке. Автор монографий о народных поэтах. Им опубликовано несколько сборников написанных им сказок, два из которых — «Скатерть-самобранка» и «Сказки деда Коркуда» — в 1956 и 1960 удостоены Международной премии детской литературы и медали имени Ханса Кристиана Андерсена в Дании.
В 1950—1960-е годы вел передачу «Bir Varmis Bir Yokmus» (То мы есть, то нас нет) на радио Стамбула, читал детям сказки.
Скончался Эфлятун Джнм Гюней 2 января 1981 года. Похоронен на стамбульском кладбище Караджаахмет.

## Книги сказок
Семена граната (1945 год)
Коробка разума (1947)
Самые красивые турецкие сказки (1948)
Золотые седельные сумки
Пепельный кот
Фелек Силлези (1948)

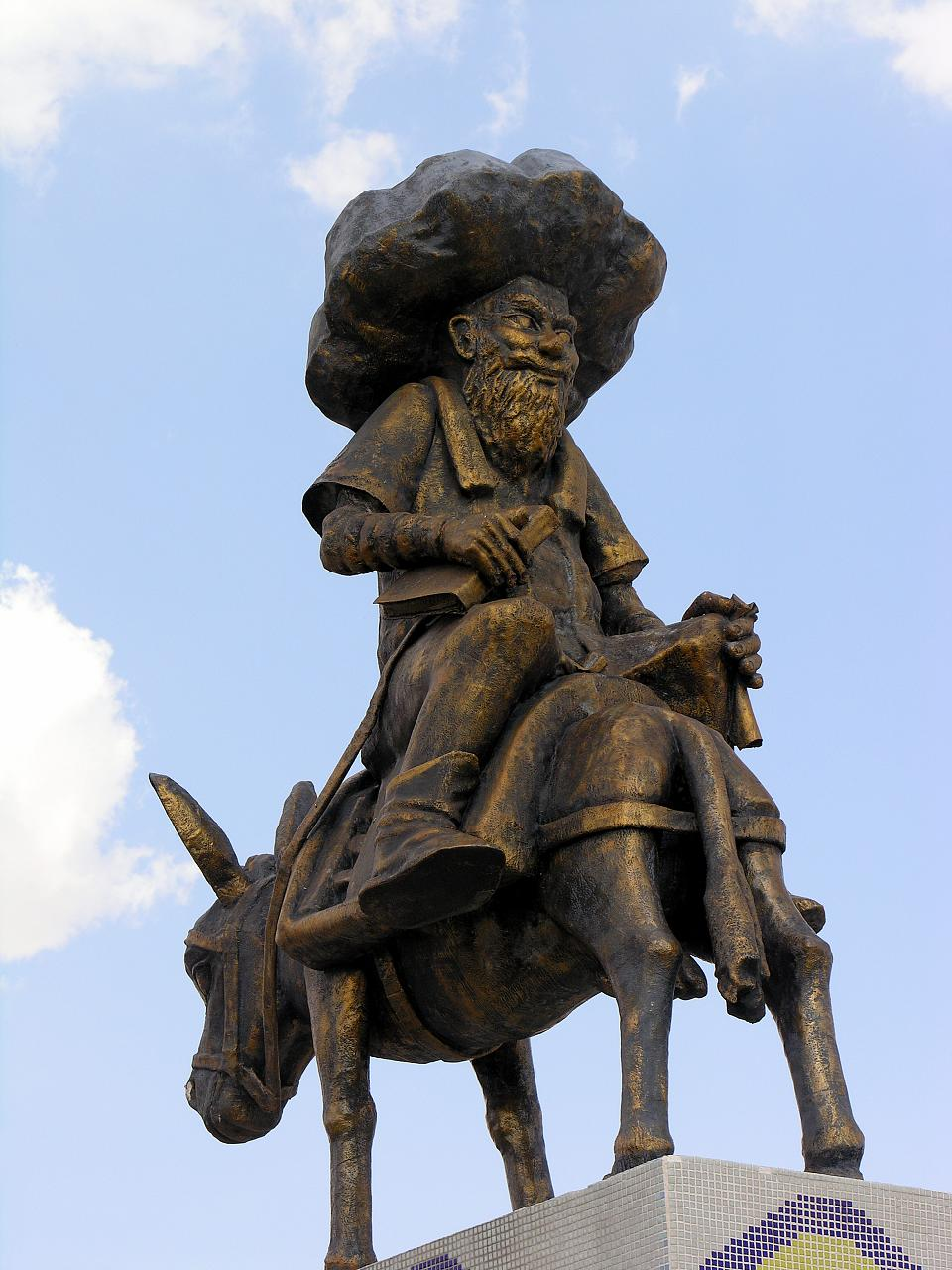
Памятник Ходже Насреддину в Енишехире (Турция).

Ачил Софрам Ачил и Конголоз Баба (1949)
Черная змея и черная роза (1949)
Однажды в сказке (1956)
Однажды в сказке (1957)
Три яблока упали с неба (1960)
Я ушел, я ушел (1961)
Айва Плачущий гранат (1969)
Купите яблоки, зеленые яблоки(1969).
Терпение (1969).
Отец Хасирджи — Келоглан (1969)
Aygın Baygın Voice и Nurball (1970)
Сотни семи деревень (1970)
Золотой носорог (1971)
Девушка, которая расцветает розами и смеется (1971)
Найтингалы поют на его струнах

## Народное литературоведение
Тревожный кавал (1945)
Сказки Деде Коркута (1958)
Любовь — это Гарип (1958)
Оригинал с Керемом (1959)
Тахир и Зюхре (1959).
Ш Исмаил (1957)
Эмра из Эрзурума (1955).
Антология народной поэзии (1947)
Любовник Рухсати (1953)
Профессиональный (1953).
Камили (1958)
Народные песни (2 тома, 1953—1956).
Анекдоты Насреддина Ходжи (1956).
Фольклор и образование (1966).
Фольклор и народная литература (1917).
Звуки траура (1920, стихи)
К Думлупынару
Черная надпись
Ататюрк — Его жизнь и творчество (1963)